# Terre de la Reine-Élisabeth
Ne doit pas être confondu avec Terre de la Princesse-Élisabeth ou Îles de la Reine-Élisabeth.

Carte de la terre de la Reine-Élisabeth (en mauve) à l'intérieur du Territoire antarctique britannique.

La terre de la Reine-Élisabeth (en anglais : Queen Elizabeth Land) est une partie du territoire antarctique britannique, s'étendant de la mer de Weddell au Pôle Sud. Auparavant sans nom, ce territoire est nommé par le Royaume-Uni en l'honneur d'Élisabeth II en 2012.

## Géographie
La terre de la Reine-Élisabeth occupe la partie sud du territoire antarctique britannique. Il s'agit fondamentalement d'une portion triangulaire du continent antarctique, avec un sommet au Pôle Sud. La zone est délimitée au nord par la barrière de Filchner-Ronne, au nord-est par la terre de Coats, à l'est par la terre de la Reine-Maud, et s'étend sur son côté ouest en ligne droite depuis le pôle jusqu'au courant glaciaire de Rutford, à l'est de Constellation Inlet,,,. La chaîne Pensacola s'étendent sur 450 km du nord-est au sud-ouest au centre du territoire.
Avec une superficie de 440 000 km2 (soit le quart du territoire antarctique britannique), la terre de la Reine-Élisabeth est presque deux fois plus grande que le Royaume-Uni.

## Histoire

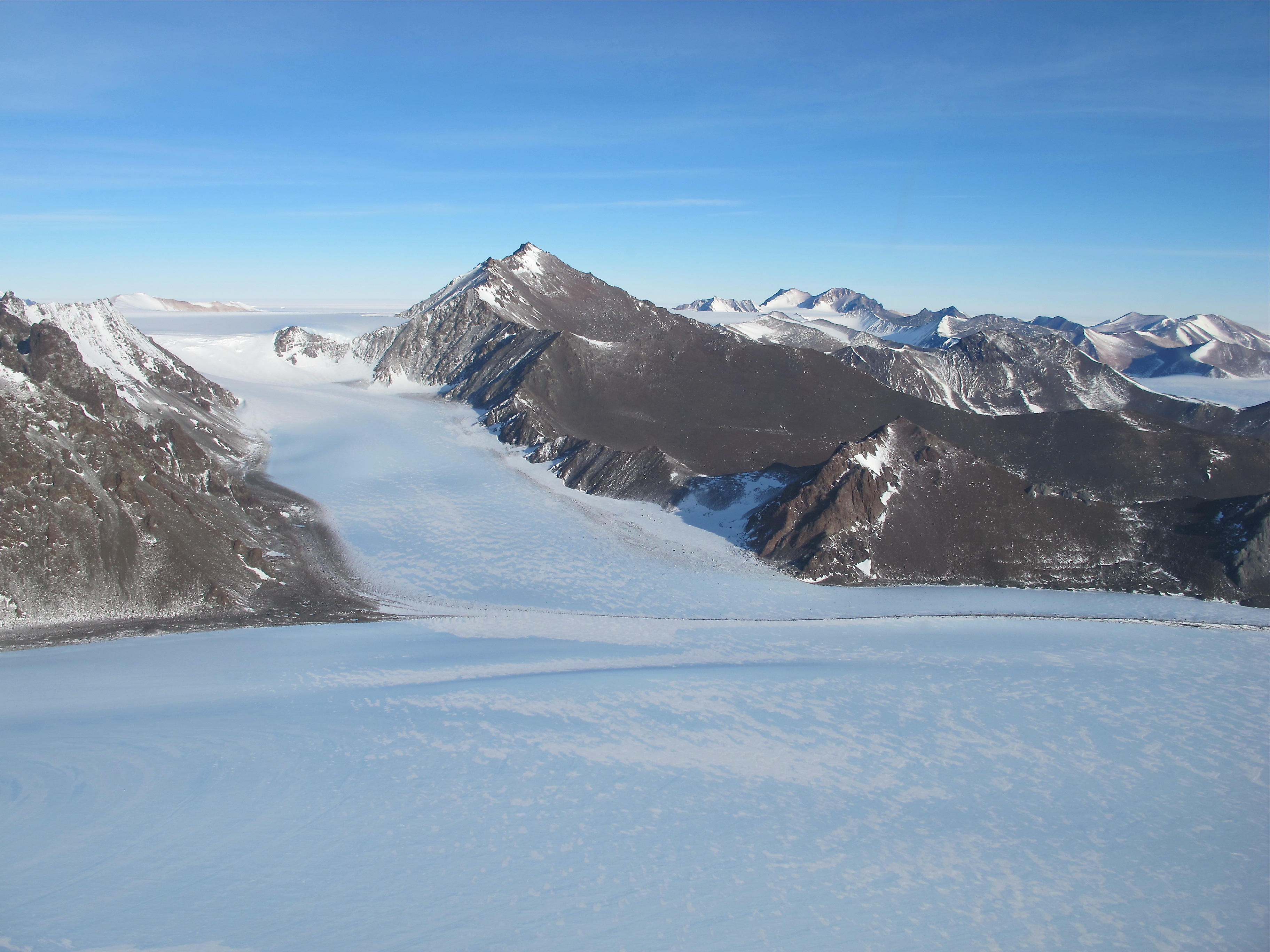
Le glacier descendant de la chaîne Pensacola sur la barrière de Filchner-Ronne.

Avant 2012, la région ne porte aucun nom officiel particulier, mais est parfois désignée comme terre d'Edith-Ronne, du nom d'Edith Ronne (1919-2009), première femme membre d'une expédition en Antarctique. La zone est revendiquée par le Royaume-Uni depuis 1908, comme partie du territoire antarctique britannique.
À l'occasion de la visite de la reine Élisabeth II au Bureau des Affaires étrangères et du Commonwealth à Londres le 18 décembre 2012, il est annoncé que 440 000 km2 du territoire ont été nommés « terre de la Reine-Élisabeth » en son honneur. Le secrétaire d'État des Affaires étrangères et du Commonwealth, William Hague, déclare que cet nom est « un hommage adapté à la fin du jubilé de diamant de Sa Majesté ». Le nom doit figurer sur toutes les cartes officielles britanniques.
Le gouvernement de l'Argentine, dont les revendications sur l'Antarctique argentin recouvrent en partie celles du Royaume-Uni, critique cette action, la qualifiant d'« attaque systématique », et la décrivant comme une « provocation » après les récentes tensions au sujet de la souveraineté des îles Malouines. Toutefois, le journal The Guardian fait remarquer que ni le Royaume-Uni, ni l'Argentine (ni d'ailleurs le Chili) n'ont obtenu une reconnaissance globale de leurs revendications sur la région.